# Ixodiphagus mysorensis
Ixodiphagus mysorensis är en stekelart som beskrevs av Mani 1941. Ixodiphagus mysorensis ingår i släktet Ixodiphagus och familjen sköldlussteklar. Inga underarter finns listade i Catalogue of Life.